# Zethus senegalensis
Zethus senegalensis är en stekelart som beskrevs av Giordani Soika 1979. Zethus senegalensis ingår i släktet Zethus och familjen Eumenidae. Inga underarter finns listade i Catalogue of Life.